# 184778 Kevinoberheim
184778 Kevinoberheim este o planetă minoră (asteroid) din centura de asteroizi. A fost descoperită pe 1 octombrie 2005 la Catalina Station⁠(d) de Richard Kowalski⁠(d). 
Obiectul prezintă o orbită caracterizată de o semiaxă mare de 2,7314142487934 UAi, o excentricitate de 0,048089879111525, o înclinație de 6,595305148736 ° în raport cu ecliptica.